# Кочетовка (Никольский район)
 Кочетовка  — деревня Никольского района Пензенской области. Входит в состав Маисского сельсовета.

## География
Находится в северо-восточной части Пензенской области на расстоянии приблизительно 14 км на север-северо-запад по прямой от районного центра города Никольск.

## История
Основана между 1747 и 1762 годами. В 1782 году в Агнеевке, Кочетовка тож, было 6 дворов оброчных крестьян. Перед отменой крепостного права 58 ревизских душ крестьян, 17 дворов. В 1911 году — 46 дворов. В 1955 году работал колхоз имени Сталина. В 2004 году — 42 хозяйства.

## Население
Численность населения: 36 человек (1782 год), 108 (1864), 252 (1911), 310 (1926), 341 (1930), 311 (1959), 148 (1979), 119 (1989), 104 (1996). Население составляло 74 человека (русские 99 %) в 2002 году, 43 в 2010.